# 동고정
동고정은 충청북도 청주시 청원구에 있다. 2015년 4월 17일 청주시의 향토유적 제122호로 지정되었다.

## 개요
1612년 이영길이 세운 전의이씨 문중의 정자이다.